# Генерал-полковник инженерно-танковой службы
Генерал-полковник инженерно-танковой службы — воинское звание высшего офицерского состава инженерно-танковой службы в Вооружённых Силах СССР в 1942 г. — 1950-е гг.
Установлено постановлением Государственного комитета обороны СССР от 7 марта 1942 г. № 1408 «О введении персональных воинских званий инженерно-техническому составу автобронетанковых войск Красной Армии».
Отменено в первой половине 1950-х гг.
Звание было присвоено 19 апреля 1945 г.  Вячеславу Александровичу Малышеву (после отмены воинского звания генерал-полковника инженерно-танковой службы стал считаться состоящим в воинском звании генерал-полковник инженерно-технической службы).